# Tramwaje w Sewastopolu
Tramwaje w Sewastopolu – zlikwidowany system tramwajowy w mieście Sewastopol, działający w latach 1898–1942.

## Historia
Tramwaje w Sewastopolu uruchomiono 24 września 1898 na trasie od dworca kolejowego do prospektu Nachimowa. Po uruchomieniu kolejnych dwóch linii w 1898 i 1899 sieć tramwajowa składała się z 3 linii. W 1911 zbudowano drugą zajezdnię tramwajową, która mogła pomieścić 36 wagonów. Zajezdnię otwarto na początku stycznia 1912. 20 września 1912 otwarto linię od zajezdni tramwajowej dо ulicy Łastowej. 2 maja 1925 otwarto linię tramwajową od placu Uszakowa do centrum wówczas odrębnego miasta Bałakława. 1 maja 1926 linię wydłużono z centrum Bałakławy do placu 1 Maja. Przed II wojną światową sieć tramwajowa osiągnęła maksymalną wielkość. W czasie wojny sieć została zniszczona i 20 maja 1942 ruch tramwajów całkowicie wstrzymano. Obie zajezdnie tramwajowe zostały zniszczone również w 1942. Decyzję o ostatecznej likwidacji tramwajów podjęto 25 września 1945.

## Linie
W Sewastopolu istniało 6 linii tramwajowych:
- Wokzalnaja – 1,7 km
- Krugowaja – 3,7 km
- Artillerijskaja – 2,4 km
- Łagiernaja – 1,25 km
- Korabielnaja – 2,5 km
- Bałakławskaja – 14,3 km

## Tabor
W 1939 r. w Sewastopolu było 36 tramwajów silnikowych, 12 tramwajów doczepnych, 1 tramwaj towarowy i 5 platform towarowych.